# Comuna Seleț, Dubrovîțea
Seleț (în ucraineană Селець) este o comună în raionul Dubrovîțea, regiunea Rivne, Ucraina, formată din satele Iasîneț și Seleț (reședința).

## Demografie
Componența lingvistică a comunei Seleț
     Ucraineană (99,56%)
     Alte limbi (0,4%)
Conform recensământului din 2001, majoritatea populației comunei Seleț era vorbitoare de ucraineană (99,56%), existând în minoritate și vorbitori de alte limbi.